# フランス6人組

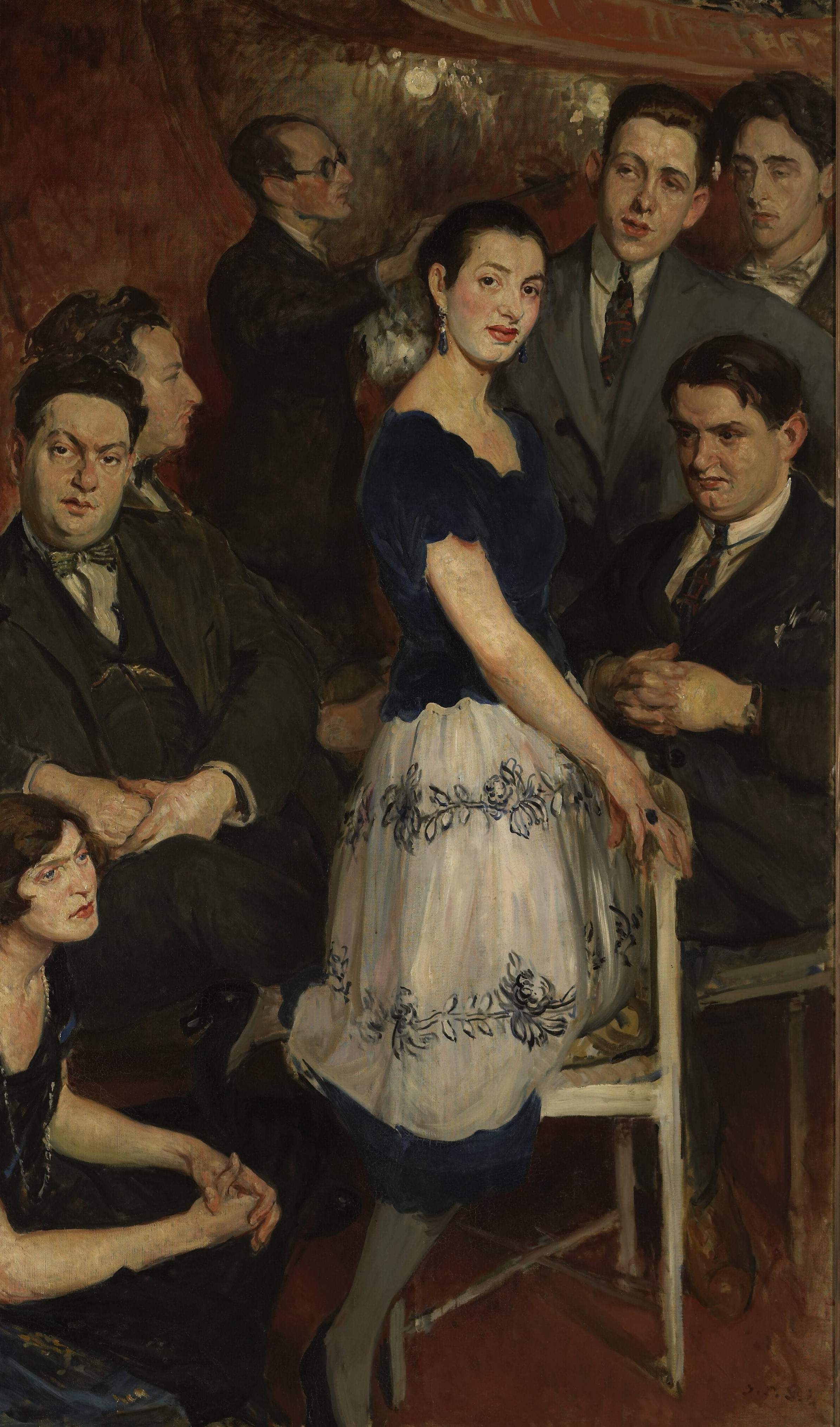
ジャック＝エミール・ブランシュ『6人組の面々』（1921年）。中央はピアニストのマルセル・メイエ。左側、下からタイユフェール、ミヨー、オネゲル、ピアニストのジャン・ヴィエネル。右側、左上がプーランク、隣がジャン・コクトー、下がオーリック。デュレはこの頃すでに6人組から離れていたため描かれていない。

フランス6人組（フランスろくにんぐみ 仏：Les Six）は、20世紀前半フランスで活躍した作曲家の集団。単に「6人組」とも呼ばれる。全員で活動したのはたったの1回であった。
ロマン派音楽や印象主義音楽とは一線を画し、新古典主義音楽に含まれる傾向を示す。
彼等は一つのグループであっても「同じ音楽的傾向は持ち合わせていない」と語っていたものの、今日の音楽学者や批評家は彼らの音楽を「家族的作風」というひとつの傾向にまとめている。また、常に新しい音楽を提案していたグループとしても知られ、全音階（ドレミファソラシド）に最後の可能性を求めた音楽家集団でもあった。

## フランス6人組の作曲家
- ルイ・デュレ（Louis Durey, 1888年 - 1979年）
- アルテュール・オネゲル（Arthur Honegger, 1892年 - 1955年）
- ダリウス・ミヨー（Darius Milhaud, 1892年 - 1974年）
- ジェルメーヌ・タイユフェール (Germaine Tailleferre, 1892年 - 1983年）　※唯一の女性
- フランシス・プーランク（Francis Poulenc, 1899年 - 1963年）
- ジョルジュ・オーリック（George Auric, 1899年 - 1983年）

## 結成の経緯
オネゲル、ミヨー、タイユフェールの3人はパリ音楽院の同期生であり、デュレ、オネゲル、オーリックはエリック・サティらと「新しい若者のためのグループ（ヌヴォー・ジュンヌ）」を結成していた。1917年頃にはサティの『パラード』に感銘を受けたプーランクが合流する。
プーランクによれば、当時ヴィユ・コロンビエ劇場の運営を任されていた声楽家のジャーヌ・バトリが企画した、上記6人の作曲家のコンサートが「6人組」成立の発端となった。また、彼らはモンパルナスの画家たちのアトリエにおいて、パブロ・ピカソ、ジョルジュ・ブラック、アメデオ・モディリアーニらと共同で、音楽と美術のコラボレーション「竪琴とパレット」を企画するなどの活動を行った。
彼らとつながりが深かった詩人ジャン・コクトーは、『雄鶏とアルルカン』（1918年3月）、『パリ・ミディ』紙（1919年）において印象派にかわる新しいフランス音楽の必要性を説き、コクトーの影響を受けた批評家のアンリ・コレは彼らを「6人組」と名づけ、1920年1月16日付の『コメディア』誌に「ロシア5人組、フランス6人組、そしてエリック・サティ」を掲載し、この名称を世に広めた。
メンバーとしての創作活動は少なく、共同制作によるピアノ小品集『6人組のアルバム』（1920年）、デュレを除く5人の合作による『エッフェル塔の花嫁花婿』（1921年、バレエ・スエドワの委嘱による）などがあるのみである。